# أليساندرو دي فيتيس
أليساندرو دي فيتيس (بالإيطالية: Alessandro De Vitis) (15 فبراير 1992 ببياتشنزا في إيطاليا - ) هو لاعب كرة قدم إيطالي في مركز الوسط. شارك مع منتخب إيطاليا تحت 16 سنة لكرة القدم ومنتخب إيطاليا تحت 17 سنة لكرة القدم ومنتخب إيطاليا تحت 18 سنة لكرة القدم ومنتخب إيطاليا تحت 19 سنة لكرة القدم ومنتخب إيطاليا تحت 20 سنة لكرة القدم ومنتخب إيطاليا لكرة القدم للدرجة الثانية ‏. أما مع النوادي، فقد لعب مع فيورنتينا ونادي بادوفا ونادي بارما ونادي سامبدوريا ونادي سبال ونادي كاربي ونادي مودينا.

## روابط خارجية
- أليساندرو دي فيتيس على موقع قاعدة بيانات كرة القدم.إي يو (الإنجليزية)
- أليساندرو دي فيتيس على موقع Soccerway.com (الإنجليزية)
- أليساندرو دي فيتيس على موقع عالم كرة القدم.نت (الإنجليزية)
- أليساندرو دي فيتيس على موقع AS.com (الإسبانية)